# مونکستایناخ
مونکستایناخ (به آلمانی: Münchsteinach) یک شهر در آلمان است که در نوی‌شتات واقع شده‌است. مونکستایناخ ۱٬۴۴۶ نفر جمعیت دارد.